# Novelletten für das Pianoforte, Violine und Violoncell
Novelletten für das Pianoforte, Violine und Violoncell is een compositie van Niels Gade. Gade was zelf begenadigd violist, maar hield zich bij composities voor de viool in. Zo is dit werk voor piano, viool en cello zowel door beroeps- als  (goed geoefende) amateurmusici te spelen. Noveletten betekent Korte werkjes. Een van de eersten, die die term gebruikte was Robert Schumann in 1834. Aangezien Schumann en Gade bevriend waren, is het niet vreemd dat Gade al snel dezelfde aanduiding gebruikte.
De Noveletten bestaan uit 
1. Allegro scherzando
2. Andante con moto
3. Mars in moderato
4. Larghetto con moto
5. Allegro

Later in zijn leven schreef Gade ook nog Noveletten für Streichorchester.
Ferdinand Hiller was collegacomponist.